# アルフレド・エスカレラ
アルフレド・エスカレラ（Alfredo Escalera、1952年3月21日 - ）は、プエルトリコの男性プロボクサー。カロリーナ出身。元WBC世界スーパーフェザー級王者。同タイトルをアレクシス・アルゲリョに敗れるまで、10度もの防衛（うち6度はKO）に成功した名チャンピオン。

## 来歴
1970年9月24日、アメリカ合衆国でプロデビュー。
1974年8月3日、同年2月にWBC世界スーパーフェザー級王座から陥落したばかりのリカルド・アルレドンドと対戦し、8回反則勝ち。
1975年7月4日、38戦目で世界王座初挑戦。WBC世界スーパーフェザー級王者柴田国明に挑戦し、2回KO勝ちで世界王座を獲得した。同王座は、バズソー山辺からの2度を含む10度の防衛に成功した。
1978年1月28日、11度目の防衛戦でアレクシス・アルゲリョと対戦し、13回KO負けで王座から陥落した。
1979年2月4日、アレクシス・アルゲリョと再戦し、またしても13回KO負けで王座返り咲きならず。
その後は王座に絡むことなく、1983年9月15日の試合を最後に引退した。

## 獲得タイトル
- 第8代WBC世界スーパーフェザー級王座（防衛10度）